# Хорошие соседи
«Хорошие соседи» (англ. Good Neighbours, фр. Notre-Dame-de-Grâce — «Нотр-Дам-де-Грас») — канадский фильм в жанре чёрной комедии с элементами триллера режиссёра Джейкоба Тирни. Фильм основан на романе Кристин Бруйе Chère Voisine. Мировая премьера состоялась на Международном кинофестивале в Торонто 15 сентября 2010 года. Позднее компания Magnolia Pictures приобрела права на выпуск его на Кинофестивале в Уистлере.

## Сюжет
В одном из районов Монреаля объявился серийный убийца. Жильцам старого дома приходится собственноручно заняться поиском маньяка. Кому можно верить и не является ли твой сосед монстром?

## В ролях
- Эмили Хэмпшир — Луиза
- Джей Барушель — Виктор
- Скотт Спидмэн — Спенсер
- Ксавье Долан — ДжинМарк
- Гэри Фармер — Брендт
- Каньехтио Хорн — Йоханна
- Анна-Мари Кадьо — Валери
- Мишлен Ланкто — мадам Готье
- Пэт Кили — Билодо
- Натали Джирард — официантка в ночном клубе
- Шон Лу — мистер Чо
- Джейкоб Тирни — Джона
- Кевин Тирни — Жером Ланглуа

## Съёмки
Фильм снимался под рабочим названием Notre Dame de Grâce в Монреале и в окрестностях Монреаля в Квебеке, где впоследствии и вышел под этим названием во французской версии.

## Критика
Фильм получил смешанные отзывы кинокритиков. На сайте Rotten Tomatoes фильм имеет рейтинг 67 % на основе 30 рецензий со средним баллом 5,9 из 10. На сайте Metacritic фильм имеет оценку 60 из 100 на основе 12 рецензий критиков, что соответствует статусу «смешанные или средние отзывы».
Стивен Коул из The Globe and Mail поставил 3 звезды из 4 и назвал фильм «безумно смешным нуаром». Джон Андерсон из Variety писал, что фильм «никогда не находит удобной канавки или тона, который позволил бы его запутанному, но предсказуемому сюжету привлечь внимание зрителя». Кирк Ханикатт из The Hollywood Reporter отметил «своего рода деконструкцию атмосферы нуара и ее троп в размышление о коварстве человеческого сердца». Жаннет Катсулис из The New York Times написала: «Переходя от мягкости к жестокости, от очаровательной застенчивости к шокирующей откровенности, фильм находит черную как смоль комедию среди белых жизней».